# Deaken Bluman
Deaken Bluman (2 gennaio 1996) è un attore statunitense, noto principalmente per il ruolo di Winston Williams nella serie televisiva Tredici.

## Biografia
Deaken Bluman inizia a recitare nel 2016, interpretando il personaggio di Micheal in un episodio della serie televisiva Fall Into Me. Successivamente ha recitato in due cortometraggi: The Lion’s Den e Americana. Nel 2018 interpreta Luke Sullivan in una puntata di First Love e dal 2019 ricopre il ruolo che lo renderà celebre di Winston Williams, nella terza e quarta stagione della serie televisiva statunitense Tredici trasmessa su Netflix, al fianco di Dylan Minnette, Brandon Flynn, Miles Heizer e Alisha Boe.

## Vita Privata
Il 17 Novembre 2018 spose Elin Bluman.

## Filmografia

### Cinema
- Fall Into Me (2016)
- The Lion's Den (2016)
- Americana (2017)
- First Love (2019)

### Televisione
- Tredici – serie TV, 15 episodi (2019-2020)

## Doppiatori italiani
Nelle versioni in italiano, Deaken Bluman è stato doppiato da:
- Lorenzo Gallino in Tredici (st. 3)
- Jacopo Calatroni in Tredici (st. 4)